# Río Chamelecón
El río Chamelecón es una vertiente fluvial que nace en las montañas del departamento de Copán, en el occidente de la república de Honduras o (macrocuenca Centro-occidente) y recorre unos 200 km, hacia el norte, denominándose hidrográficamente como “Cuenca del río Chamelecón” que cruza el departamento de Santa Bárbara y seguidamente el departamento de Cortés, donde encuentra su punto más bajo el valle de Sula. A su paso se encuentra el río Humuya, río Jicatuyo y el río Sulces; y desembocando en las costas del mar Caribe.
En su paso riega valles y extensas plantaciones bananeras y áreas naturales protegidas y siendo aprovechado ya que es navegable por canoa y lanchas de motor.
El río Chamelecón en temporadas de lluvia, tiende a incrementar sus aguas por lo cual, organismos gubernamentales, como COPECO y municipales de las comunidades vecinas, revisan periódicamente los niveles de agua, para prevenir inundaciones.